# 永隆市
永隆市（越南语：／）是越南永隆省省莅，位于河流沿岸，境内有许多运河贯穿而过。

## 地理
永隆市北、东、南接龙湖县，西接同塔省周城县，西北街前江省丐𦨭县。

## 历史
1976年，永隆市社成为九龙省省莅，下辖第一坊、第二坊、第三坊、第四坊、第五坊、第八坊、第九坊7坊。
1977年3月11日，周城西县新义社和新和社划归永隆市社管辖。
1986年4月17日，龙湖县安平社、平和福社、同富社、清德社、新行社（除了安协邑1邑和福平邑部分区域）、隆福社（包括福行邑、福原A邑2邑和福利A邑、福利B邑部分区域）划归永隆市社管辖；隆福社福行邑、福原A邑、福利A邑部分区域和福利B邑部分区域合并为福厚社。
1991年12月26日，九龙省重新分设为永隆省和茶荣省，永隆市社划归永隆省管辖并成为永隆省莅。
1992年2月13日，同富社、安平社、平和福社、福厚社、新行社、清德社6社划归龙湖县管辖。
1994年8月9日，新和社析置新会社，新义社析置长安社。
2007年7月17日，永隆市社被评定为三级城市。
2009年4月10日，永隆市社改制为永隆市。
2020年1月10日，长安社改制为长安坊，新义社改制为新义坊，新和社改制为新和坊，新会社改制为新会坊。
2024年9月28日，越南国会常务委员会通过决议，自2024年11月1日起，第二坊并入第一坊。

## 行政區劃
永隆市下辖10坊，市人民委员会位于第一坊。
- 第一坊（Phường 1）
- 第三坊（Phường 3）
- 第四坊（Phường 4）
- 第五坊（Phường 5）
- 第八坊（Phường 8）
- 第九坊（Phường 9）
- 新和坊（Phường Tân Hoà）
- 新会坊（Phường Tân Hội）
- 新义坊（Phường Tân Ngãi）
- 长安坊（Phường Trường An）